# Liste der Staatsoberhäupter 552
Übersicht
◄◄ | ◄ | 548 | 549 | 550 | 551 | Liste der Staatsoberhäupter 552 | 553 | 554 | 555 | 556 | ► | ►►

Weitere Ereignisse

## Afrika
- Aksumitisches Reich
  - König: Wa'zeb (ca. 550–ca. 555)

## Amerika
- Maya
  - Palenque
    - König: K'an Joy Chitam (529–565)

  - Tikal
    - König: Wak Chan K’awiil (537–562)

## Asien
- Bagan
  - König: Hkanlaung (547–557)

- China
  - Kaiser: Liang Yu Zhang Wang (551–552)
  - Kaiser: Yuan Di (552–555)
  - Nördliche Qi: Qi Wenxuan Di (550–559)
  - Westliche Wei: Fei Di  (552–554)

- Göktürken
  - Khan: Bumın Kagan (552)
  - Östliches Reich der Gök-Türken
    - Khan: Kuo-lo (552–553)

  - Westliches Reich der Gök-Türken
    - Khan: Sizabulos (552–575)

- Iberien (Kartlien)
  - König: Parsman V. (547–561)

- Indien
  - Chalukya
    - König: Pulakesi I. (543–566)

  - Gupta-Reich
    - König: Vishnugupta Chandraditya (550–ca. 555)

  - Kadamba
    - König: Krishna Varman (550–565)

  - Pallava
    - König: Simha Varman III. (550–574)

- Japan
  - Kaiser: Kimmei (539–571)

- Korea
  - Baekje
    - König: Seong (523–554)

  - Gaya
    - König: Tosolchi Wang (532–562)

  - Goguryeo
    - König: Yang-won (545–559)

  - Silla
    - König: Jinheung (540–576)

- Lachmidenreich
  - König: Mundir III. (505–554)

- Sassanidenreich
  - Schah (Großkönig): Chosrau I. (531–579)

## Europa
- England (Heptarchie)
  - Bernicia
    - König: Ida von Bernicia (547–559)

  - Essex
    - König: Æscwine (ca. 527–ca. 587)

  - Kent
    - König: Eormenric von Kent (522/539–560/585)

  - Wessex
    - König: Cynric (534–560)

- Langobardenreich
  - König: Audoin (546–560)

- Fränkisches Reich
  - Teilkönigreich Paris König: Childebert I. (511–558)
  - Reich von Metz König: Theudebald (548–555)
  - Reich von Soissons König: Chlothar I. (511–558)
  - Herzogtum Baiern: Garibald I. (548–593)

- Ostgotenreich
  - König: Totila (541–552)
  - König: Teja (552)

- Oströmisches Reich
  - Kaiser: Justinian I. (527–565)

- Reich der Sueben
  - König: Chararich (550–558/559)

- Schottland
  - Dalriada
    - König: Gabhran (538–558)

- Wales
  - Gwynedd
    - König: Rhun Hir ap Maelgwn (ca. 549–ca. 580)

- Westgotenreich
  - König: Agila I. (549–555)

## Religiöse Führer
- Papst: Vigilius (537–555)
- Patriarch von Konstantinopel: Menas (536–552)
- Patriarch von Konstantinopel: Eutychios (552–565)